# House of Glory
La House of Glory è una scuola di wrestling e federazione indipendente fondata nel 2012 da Amazing Red e gestita al giorno d'oggi da Red e Brian XL, che sono anche i capo allenatori. La HOG è di proprietà di Master P.

## Titoli
| Titolo                         | Campione                                | Data             | Luogo    | Evento               |
| ------------------------------ | --------------------------------------- | ---------------- | -------- | -------------------- |
| HOG Heavyweight Championship   | Charles Mason                           | 7 giugno 2025    | New York | Puerto Rican Weekend |
| HOG Crown Jewel Championship   | Bully Ray                               | 1 agosto 2025    | New York | High Intensity       |
| HOG Tag Team Championship      | The Mane Event (Jay Lyon e Midas Black) | 15 marzo 2025    | New York | City of Dreamz       |
| HOG Cruiserweight Championship | Daron Richardson                        | 20 dicembre 2024 | New York | Live For the Moment  |
| HOG Women's Championship       | Indi Hartwell                           | 9 maggio 2025    | Chicago  | Waging War           |